# Афанасьєв Віктор Григорович
Ві́ктор Григо́рович Афана́сьєв (нар. 18 листопада 1922, село Актаниш, тепер Актаниського району, Татарстан, Російська Федерація — 10 квітня 1994, місто Москва) — радянський філософ і журналіст, головний редактор газети «Правда». Доктор філософських наук, професор, академік Російської академії наук (1991; академік АН СРСР з 1981). Член ЦК КПРС (1976—1990). Депутат Верховної Ради СРСР 10—11-го скликань.

## Життєпис
Народився в селянській родині.
З жовтня 1940 по 1953 рік — у Радянській армії. Учасник німецько-радянської війни. У 1945 році служив старшим оперуповноваженим 2-го відділення відділу СМЕРШ 12-ї повітряної армії ВПС.
Член ВКП(б) з 1943 року.
Закінчив заочно (за 15 місяців) факультет історії Читинського державного педагогічного інституту імені Чернишевського.
У 1953 році закінчив аспірантуру Московського обласного педагогічного інституту імені Крупської по кафедрі філософії. З 1953 по 1960 рік — старший викладач, заступник директора, завідувач кафедри філософії Челябінського державного педагогічного інституту.
У 1960—1968 роках — заступник керівника, потім керівник кафедри філософії Академії суспільних наук при ЦК КПРС.
У 1968—1970 роках — заступник головного редактора газети «Правда». У 1970—1974 роках — перший заступник головного редактора газети «Правда».
У 1974—1976 роках — головний редактор журналу «Коммунист».
З березня 1976 по жовтень 1989 року — головний редактор газети «Правда». Голова правління Спілки журналістів СРСР.
У 1989—1990 роках працював в Академії наук СРСР, був членом редколегії серії «Кібернетика — необмежені можливості і можливі обмеження» (видавництво «Наука»).
Похований на Кунцевському цвинтарі в Москві.

## Книги
- Проблема целостности в философии и биологии, 1964;
- Научное управление обществом (М., 1973)
- Социальная информация и управление обществом, 1975; переиздано: Социальная информация и управление обществом. Изд.стереотип. URSS. 2018. 408 с.
- Человек в управлении обществом, 1977;
- Системность и общество. М., 1980; 2-е вид.. М. : ЛЕНАНД, 2018.
- Общество: системность, познание и управление. М.,1981;
- Основы научного коммунизма
- Основы философских знаний (учебник для высших партийных школ)
- Четвёртая власть и четыре генсека
- Мир живого: системность, эволюция и управление, 1986.
- Человек: общество, управление, информация: Опыт системного подхода. URSS. 2013. 208 с.
- Социальная информация и управление обществом. Изд. стереотип. URSS. 2018. 408 с.

## Нагороди
- орден Леніна
- орден Жовтневої Революції
- орден Трудового Червоного Прапора
- орден Вітчизняної війни ІІ ст. (1985)
- медаль «За перемогу над Німеччиною у Великій Вітчизняній війні 1941—1945 рр.» (1945)
- медалі
- Державна премія СРСР (1983) — за підручник «Основи філософських знань»